# Irfan Smajlagić
Irfan Smajlagić, född 16 oktober 1961 i Banja Luka i dåvarande SFR Jugoslavien, är en kroatisk handbollstränare och före detta handbollsspelare. Han är vänsterhänt och spelade i anfall som högersexa. Han spelade för både Jugoslaviens och Kroatiens landslag under spelarkarriären. Han deltog i laget som vann brons vid OS 1988 i Seoul och i laget som vann guld vid OS 1996 i Atlanta.